# Grande Prêmio de Houston

Layout da pista.

O Grande Prêmio de Houston (em inglês: Grand Prix of Houston) foi uma etapa da extinta CART/Champ Car entre 1998 e 2001, e posteriormente em 2006 e 2007, em uma pista de rua montada na cidade de Houston, Texas. Fez parte também do calendário da IndyCar Series em 2013 e 2014.

## Resultados
| Ano                    | Data              | Piloto             | Equipe                     | Chassis           | Motor             | Detalhes          |
| CART World Series      | CART World Series | CART World Series  | CART World Series          | CART World Series | CART World Series | CART World Series |
| ---------------------- | ----------------- | ------------------ | -------------------------- | ----------------- | ----------------- | ----------------- |
| 1998                   | 4 de outubro      | Dario Franchitti   | Team KOOL Green            | Reynard           | Honda             | Detalhes          |
| 1999                   | 26 de setembro    | Paul Tracy         | Team KOOL Green            | Reynard           | Honda             | Detalhes          |
| 2000                   | 1 de outubro      | Jimmy Vasser       | Target Chip Ganassi Racing | Lola              | Toyota            | Detalhes          |
| 2001                   | 7 de outubro      | Gil de Ferran      | Penske Racing              | Reynard           | Honda             | Detalhes          |
| Champ Car World Series |                   |                    |                            |                   |                   |                   |
| 2006                   | 13 de maio        | Sébastien Bourdais | Newman/Haas Racing         | Lola              | Ford Cosworth     | Detalhes          |
| 2007                   | 22 de abril       | Sébastien Bourdais | Newman/Haas/Lanigan Racing | Panoz             | Cosworth          | Detalhes          |